# شيخة الناخي
شيخة مبارك الناخي (مواليد 1952) هي كاتبة إماراتية، أول امرأة إماراتية تقوم بنشر قصة قصيرة. بالإضافة إلى كونها رائدة في مجال القصة القصيرة في الإمارات، فهي تعد من أبرز الكاتبات النساء في البلاد.
وُلدت الناخي في عام 1952 في الشارقة، إحدى مدن الإمارات العربية المتحدة. درست العلوم الإنسانية في جامعة الإمارات العربية المتحدة، وتخرجت بشهادة بكاليروس في عام 1985، ثم حصلت لاحقًا على شهادة في التعليم في عام 1997. عملت كمعلمة منذ عام 1971، بما في ذلك عملها كمديرة لمدرسة للبنات.
في عام 1970، أصبحت الناخي أول امرأة إماراتية تقوم بنشر قصة قصيرة عندما نُشرت قصتها "الرحيل" في مجلة دبي. حصلت "الرحيل" على جائزة قصة قصيرة من وزارة الشباب الإماراتية. نشرت مجموعة قصص قصيرة تحمل نفس الاسم في عام 1992. تلتها مجموعات "رياح الشمال" في 1997 و"العزف على أوتار الفرح" في 2007، اللتان تناولتا قضايا المرأة الإماراتية. كما كتبت رواية بعنوان قصة الرحيل ("قصة الرحيل"). وقد نُشر عملها بترجمة فرنسية, وفي عام 2009، نُشرت قصتها "خيوط الوهم" بترجمة إنجليزية في مجموعة في صحراء خصبة.
في عام 1990، ساعدت في تأسيس منظمة للكاتبات الإماراتيات، وعملت على إصدار مجلتها صوت المرأة، التي تُعتبر أحيانًا أول مجلة نسائية في الإمارات. كما أنها عضو مؤسس في اتحاد كتاب الإمارات وتشارك في المهرجانات الأدبية في الدولة.